# Sheila Harris
Sheila Harris es una deportista británica que compitió en tiro con arco, en la modalidad de arco compuesto. Ganó una medalla de bronce en el Campeonato Mundial de Tiro con Arco en Sala de 2003 y una medalla de bronce en el Campeonato Europeo de Tiro con Arco en Sala de 2002.

## Palmarés internacional
| Campeonato Mundial en Sala | Campeonato Mundial en Sala | Campeonato Mundial en Sala | Campeonato Mundial en Sala |
| Año                        | Lugar                      | Medalla                    | Prueba                     |
| -------------------------- | -------------------------- | -------------------------- | -------------------------- |
| 2003                       | Nimes (Francia)            | Medalla de bronce          | Equipo                     |
| Campeonato Europeo en Sala |                            |                            |                            |
| Año                        | Lugar                      | Medalla                    | Prueba                     |
| 2002                       | Ankara (Turquía)           | Medalla de bronce          | Equipo                     |